# Carnival Sunshine
Carnival Sunshine — первое и единственное круизное судно класса Destiny в собственности компании Futura Cruises Inc (Carnival plc) и эксплуатируемое оператором Carnival Cruise Lines. Построено под названием Carnival Destiny в 1996 году в Италии на верфи Fincantieri. Эксплуатируется преимущественно в Карибском бассейне.
На момент постройки судно обладало наибольшей валовой регистровой вместимостью (101 353 брт) среди всех пассажирских судов.

## История судна
Судно под заводским номером 5941 было спущено на воду на верфи Fincantieri в Монфальконе 15 ноября 1995 года, передано в Carnival Cruise Lines 19 октября 1996 года и зарегистрировано в судовом регистре Панамы. Проект послужил в последующие годы прообразом восьми судов классов: Triumph, Conquest и Splendor. И класс Dream имеет сходство с Carnival Destiny. Круизные суда Costa Fortuna и Costa Magica итальянского пароходства Costa Crociere S.p.A. также имеют в своей основе класс Destiny. Внутреннее убранство Carnival Destiny спроектировано судовым архитектором Йозефом Фаркусом (Joseph Farcus). После церемонии крещения, которая состоялась 24 октября 1996 года в Венеции, где крёстной матерью судна стала Лин Арисон (Lin Arison) (супруга основателя пароходства Теда Арисона (Ted Arison), был осуществлён трансатлантический переход судна в Майами.
В первый рейс круизное судно вышло 24 ноября 1996 года из Майами и эксплуатировалось преимущественно в Карибском бассейне. В 2000 году судно было перерегистрировано на Багамах. За время своей эксплуатации базировалось в различных портах (например, с октября 2006 года по сентябрь 2008 года в Сан Хуане (Пуэрто Рико). После небольшой перестройки судно перевели снова в Майами.
1 мая 2013 года судно было переименовано в Carnival Sunshine.

## Машина и привод
Судно оснащено дизель-электрической установкой. Четыре 16-цилиндровых дизельных двигателя и два 12-цилиндровых дизельных двигателя фирмы Sulzer были построены по лицензии на предприятиях GMT (Grandi Motori Trieste). Двигатели совершают 514 оборотов в минуту и приводят в движение соответственно один генератор ABB номинальным напряжением 6,6 kV. Эти генераторы обеспечивают всё судно электрической энергией. Выхлопы дизельных двигателей используются для работы паровых котлов утилизаторов, дающих пар турбогенераторам, обеспечивающим дополнительное электроснабжение судна.
Привод судна представляет собой традиционную систему из вала с винтами и рулевым устройством, причём два двигателя переменного тока непосредственно вращают оба винта. Маневрирование судна обеспечивается тремя поперечными подруливающими устройствами в носу, и ещё тремя — в корме. Их винты регулируемого шага приводятся в движение электродвигателями мощностью по 1720 кВт (около 2340 л. с.). Бортовая качка компенсируется парой судовых стабилизаторов качки производства британской фирмы Brown Brothers.

## Интересные факты
- Высота Carnival Sunshine от киля до верхнего края трубы составляет около 70 м, что делает судно выше Статуи Свободы.
- Для постройки судна было использовано в три раза больше стали, чем при строительстве Эйфелевой башни.
- Высота трубы равна 23 метрам, а вес — около 25 тонн.
- Для покраски 600 000 м² поверхностей судна требуется более 200 тонн краски[4].